# Paolo Basso
Pour les articles homonymes, voir Basso.
Paolo Basso, né le 31 octobre 1966 à Besnate (Lombardie), est un sommelier italo-suisse, vainqueur du concours de Meilleur sommelier du monde en 2013 à Tokyo.

## Biographie
Paolo Basso est l'un des six sommeliers à avoir remporté les titres de meilleur sommelier d'Europe (en 2010 à Strasbourg) et meilleur sommelier du monde,(en 2013 à Tokyo). Ses succès dans les concours débutent en 1997 en remportant le titre de meilleur sommelier de Suisse. En 2018, il reçoit le Doctorat Honoris Causa pour son engagement dans l'enseignement de la connaissance du vin. 
Italien de naissance, il vit au Tessin et a la double nationalité. Il se forme à l'école hôtelière de Sondalo en Valteline et poursuit sa formation auprès de l'Association suisse des sommeliers professionnels (ASSP), dont il est maintenant membre et responsable des concours.
Sa passion pour le vin le conduit à une conversion professionnelle vers la production, aujourd'hui il produit quatre vins au Tessin dédiés à sa fille Chiara.
Depuis 2014, il sélectionne les vins pour la compagnie aérienne Air France, en décrochant en 2018 et 2019 le prix de "Best Airline Wine List of the World".
Il enseigne au Glion Institute of Higher Education, à l'École du vin de Changins et à l'Académie Worldsom de Bordeaux. Il est actif en tant que conférencier, animateur d'événements oeno-gastronomiques, consultant dans la sélection des vins et collabore à la promotion des vins suisses avec l'organisme Swiss Wine Promotion.
Son entreprise Paolo Basso Wine, basée à Lugano, s'occupe de la vente de vins en Suisse et à l'étranger.
Il est membre du jury de concours de dégustation tels que le Decanter World Wine Awards, le Vinitaly 5 Stars Wines Awards, le Grand Prix du Vin Suisse,  à Sierre, le 5 Stars Wines Award à Vinitaly à Vérone et collabore régulièrement avec des magazines professionnels tels que Sommeliers International. Il est également membre du comité technique de l'Association de la Sommellerie Internationale (ASI), l'organisme responsable des concours de sommeliers du monde entier. 
En 2014, il a été nommé sommelier de l'année par le Comitato Grandi Cru d'Italia, et en 2016 il a reçu le prix Maestro d'Arte e Mestieri de la Fondazione Cologni dei mestieri d'arte et Alma-Scuola internazionale di cucina italiana. 
Il a travaillé dans plusieurs restaurants récompensés par les plus importantes guides gastronomiques et a travaillé chez Badaracco et Arvi, deux sociétés suisses spécialisées dans le commerce de vins rares et de collection. Il a été actif au niveau international en tant que consultant pour le groupe hôtelier Kempinski et a enseigné à l'École Hôtelière de Lausanne. Il a également collaboré avec les marques Nespresso, Acqua Panna, S.Pellegrino et Carrefour France, en apportant sa contribution au succès des "Foire aux Vins". 

## Palmarès
- 2013 : meilleur sommelier du monde[1]
- 2010 : meilleur sommelier d'Europe[11],[12].
- 1997 : meilleur sommelier de Suisse[4]